# 越坂康史
越坂 康史（こしざか やすし、1966年12月25日 - ）は、日本の映画監督、映像ディレクター、脚本家、映画プロデューサー。東京都出身。

## 来歴・人物
秀明中学・高校を経て、日大芸術学部映画学科卒業。日本映画監督協会会員・日本アカデミー賞協会会員。大学卒業後は東映の子会社の映像プロダクション・日本産業映画センターに就職。この当時撮った自主制作作品『深夜の三人』（MIDNAIGHT THREE）がゆうばり国際ファンタスティック映画祭1998・ファンタスティック・オフシアター・コンペティション部門でグランプリ受賞。以降は企業VPの監督として抜擢される。
2000年にフリーとなるが、不景気で企業VP予算が削られたことでドラマ、ドキュメンタリーからCMや教育映像、企業ビデオまで分野を問わずに映像制作の幅を広げた。自身の結婚までを描いたドキュメンタリー『できちゃった結婚』が東京ネットムービーフェスティバル2004でグランプリ、西東京市民映画祭2007でもグランプリ受賞。2009年にオーブンアイズ合同会社を立ち上げ、監督・プロデューサーとして活動。代表作は『グリーンデイズ』、『スプリング☆デイズ』、『愛のえじき　女教師ハルカの告白』、『家庭の中の人権　生まれ来る子へ』等が挙げられる。
自主製作映画『ストレンジデイズ』でゆうばり国際ファンタスティック映画祭2017・シネガーアワード受賞。

## 主な作品

### 映画・ドラマ
- 『心霊食堂』（2000年）プロデューサー
- 『Father』（2001年、オーブンアイズ） 製作
- 『グリーン・デイズ』（2005年、オーブンアイズ）製作、監督
- 『ナイントゥイレブン』（2010年、オーブンアイズ） - 製作、監督
- 『愛のえじき　女教師ハルカの告白 』（2011年、オーブンアイズ）
- 『マン・ハンティング』（2012年、オーブンアイズ）製作、監督
- 『俳優になりたい君たちへ』（2012年、オーブンアイズ）製作、監督
- 『アナあき姫殺人事件』（2014年、オーブンアイズ） - 製作
- 『学校に原発ができる日』（2014年、オーブンアイズ） - 製作、監督
- 『アナあき姫殺人事件』（2014年、オーブンアイズ） - 製作
- 『ムータンの僕と彼女のはじめての旅行』（2015年、オーブンアイズ） - 製作
- 『ホームジャック』（2016年、オーブンアイズ） - 製作
- 『シニモノ調査団』（2016年、オーブンアイズ）製作
- 『地下室の美女が語る恐怖の都市伝説』（2016年、オーブンアイズ）
- 『怖い　夢占いの館』（2017年、オーブンアイズ）-プロデューサー
- 『ストレンジデイズ　監禁ワークショップ』（2017年）
- 『監禁惑星アメーバ』（2018年、オーブンアイズ）監督、脚本[5]
- その他の作品

### ウェブドラマ
- はだか拳（2021年、Xstream46）[4]
- はだか拳Ω（2021年、Xstream46）

### VP
- 国民文化祭いばらぎ2008公式記録
- 柏の葉スマートセンター
- 中京地区警察広報ビデオ
- 医療ものWEBムービー多数